# ديفيد تالبوت
ديفيد تالبوت (بالإنجليزية: David Talbot)‏ هو صحفي أمريكي، ولد في 22 سبتمبر 1951 في لوس أنجلوس في الولايات المتحدة.

## وصلات خارجية
- ديفيد تالبوت على موقع IMDb (الإنجليزية)
- ديفيد تالبوت على موقع إن إن دي بي (الإنجليزية)